# 2010년 평등법
2010년 평등법(Equality Act 2010)은 차별철폐를 위한 과거 여러 개의 개별적 법률과 규정을 통합하고, 보완하는 목적으로 제정된 영국의 법률이다. 이 법은 1970년 동일임금법, 1975년 성차별금지법, 1976년 인종관계법, 1995년 장애인차별금지법 및 종교 및 신념, 성적 지향, 연령을 이유로 한 고용차별을 규제하는 3개의 규정을 하나의 법률로 통합한 것이다.
이 법은 연령, 장애, 성전환, 혼인과 생활동반 여부, 임신과 모성, 인종, 종교와 신념, 성별, 성적 지향의 9가지 특성을 차별로부터 보호받는 특성으로 규정하였다. 이 법에서는 간접차별, 복합적 차별, 고용상의 차별, 괴롭힘, 보복행위로부터 보호하는 규정을 담았다.

## 제정 배경
영국 노동당은 평등법안을 2005년 영국 총선 공약으로 내세웠다. 법안을 마련하기 위해 "차별금지법 검토기구"를 2005년에 설치하였고, 2007년에 검토보고서를 발간하였다. 이 법은 과거부터 존재해 온 개별적 차별금지법을 통합하여 단순화하는 데에 그 목적이 있었다.
이 법은 해리엇 하르만 의원이 발의하여 2009년 12월 하원을 통과하고, 2010년 4월 상원의 수정의견이 반영되어 입법 절차가 마무리되었다.

## 법률의 구성
- Part 1 사회경제적 불평등
- Part 2 평등: 핵심 개념
  - Chapter 1 보호되는 특성
    - 연령, 장애, 성전환, 혼인 또는 동성결혼, 임신과 출산, 인종, 종교 또는 신념, 성별, 성적 지향

  - Chapter 2 금지되는 행위
- Part 3 서비스와 공공 기능
- Part 4 전제
- Part 5 일
  - Chapter 1 고용 등
  - Chapter 2 직업 연금
  - Chapter 3 평등 조항
  - Chapter 4 보칙
- Part 6 교육
  - Chapter 1 학교
  - Chapter 2 고등교육
  - Chapter 3 자격관리기구
  - Chapter 4 기타
- Part 7 협회
- Part 8 금지되는 행위: 부수적 규정
- Part 9 집행
  - Chapter 1 서론
  - Chapter 2 민사법원
  - Chapter 3 고용 재판소
  - Chapter 4 평등 조항
  - Chapter 5 기타
- Part 10 계약 등
- Part 11 평등의 진흥
  - Chapter 1 공공부문 평등 의무
  - Chapter 2 우대 조치
- Part 12 장애인: 교통 분야
  - Chapter 1 택시 등
  - Chapter 2 대중교통 차량
  - Chapter 3 철도교통
  - Chapter 4 보칙
- Part 13 장애: 기타 사항
- Part 14 일반적 예외
- Part 15 가족 재산
- Part 16 일반적 사항 및 기타

## 같이 보기
- 차별금지법
- 독일 일반평등대우법

## 참고 자료
- E. McGaughey, A Casebook on Labour Law (Hart 2019) chs 12–14
- S. Deakin and G. Morris, Labour Law (Hart 2012) ch 6
- Polly Toynbee, 'Harman's law is Labour's biggest idea for 11 years' (13 January 2009) The Guardian